# Лорд Верховный констебль Англии

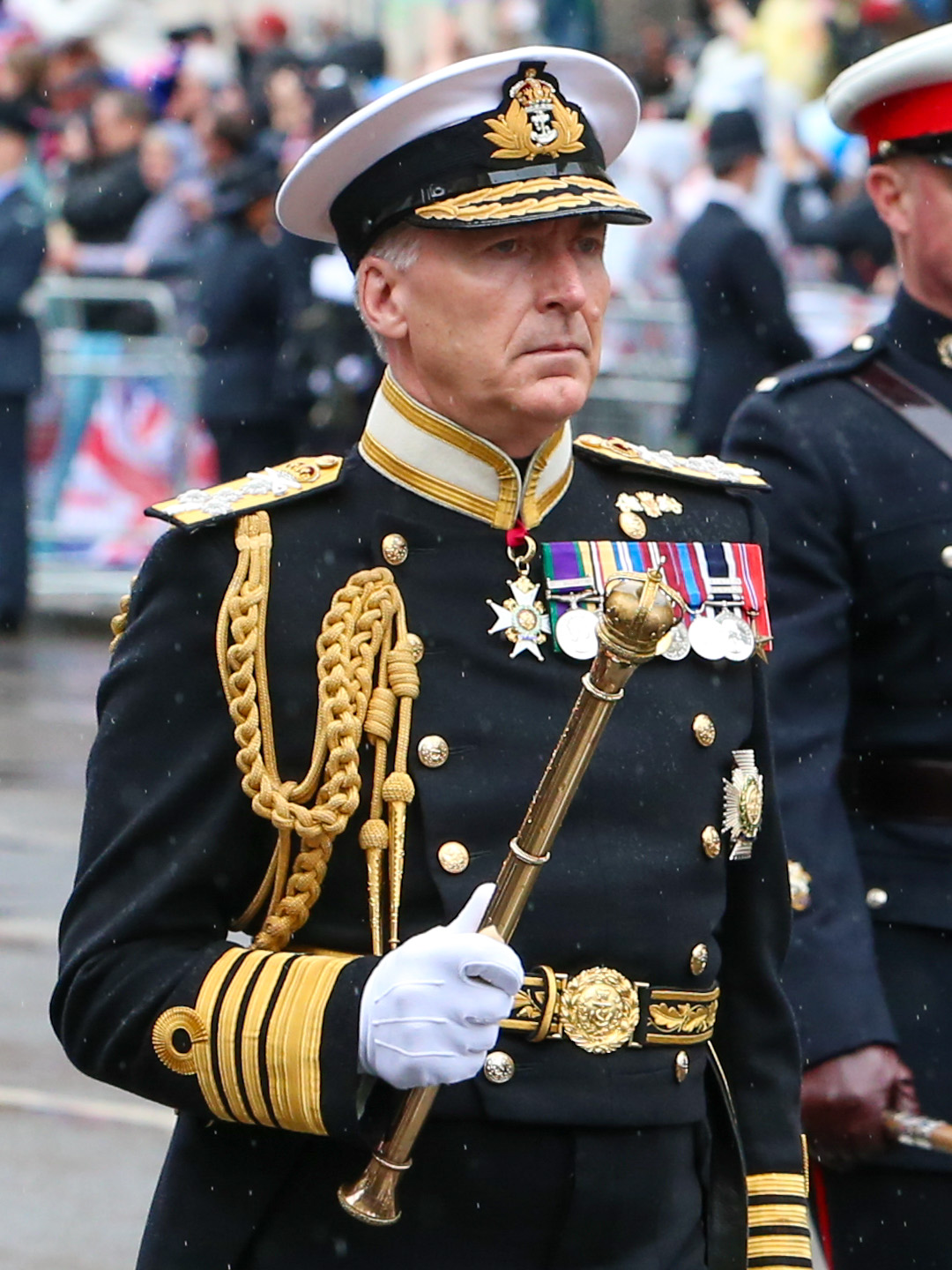
Сэр Энтони Радакин, назначенный Лордом Верховным констеблем для коронации Карла III в 2023 году

Лорд Верховный констебль Англии (англ. Lord High Constable of England) — седьмой из высших сановников государства, чей статус ниже Лорда великого камергера и выше графа-маршала.
Лорды Верховные констебли первоначально были командующими королевскими войсками, а также конюшими. Кроме того, он, вместе с графом-маршалом, являлся президентом Суда благородства или Суда чести. В феодальном обществе военное правосудие также отправлялось Лордами Верховными констеблями.
Изначально должность констебля была пожалована королевой Матильдой вместе с титулом графа Херефорда Милю Глостерскому в 1139 году; впоследствии её занимали его наследники из рода Богунов.
Через наследование по женской линии титул получили Стаффорды, герцоги Бекингем, и наконец, в связи с осуждением Эдварда Стаффорда во времена правления короля Генриха VIII, должность перешла в ведение короны.
С этого момента должность не существовала в качестве самостоятельного института, за исключением временных назначений для участия в коронациях; в остальных случаях традиционные обязанности Лорда Верховного констебля стали исполняться графами-маршалами.

## Лорды Верховные констебли Англии, 1139—1521
- Миль Глостерский, 1-й граф Херефорд (1139—1143)
- Роджер Фиц-Миль, 2-й граф Херефорд (1143—1155)
- Уолтер Фиц-Миль[англ.] (1155—1159)
- Генрих Фиц-Миль[англ.] (1159—1164)
- Хамфри де Богун (1164—1176)
- Хамфри де Богун (1176—1180/1182)
- Генри де Богун, 1-й граф Херефорд (до 1200—1220)
- Хамфри де Богун, 2-й граф Херефорд и 1-й граф Эссекс (1220—1275)
- Хамфри де Богун, 3-й граф Херефорд и 2-й граф Эссекс (1275—1298)
- Хамфри де Богун, 4-й граф Херефорд и 3-й граф Эссекс (1298—1321)
- Джон де Богун, 5-й граф Херефорд и 4-й граф Эссекс (1321—1335)
- Хамфри де Богун, 6-й граф Херефорд и 5-й граф Эссекс (1335—1361)
- Хамфри де Богун, 7-й граф Херефорд и 6-й граф Эссекс (1361—1372)
- Томас Вудсток, 1-й герцог Глостер (1372—1397)
- Хамфри Плантагенет, 2-й граф Бекингем (1397—1399)
- Генри Перси, 1-й граф Нортумберленд (1399—1403)
- Хамфри Стаффорд, 1-й герцог Бекингем (1403—1455)
- Ричард, герцог Йоркский (1455—1456)
- Хамфри Стаффорд, 1-й герцог Бекингем (1456—1460)
- Джон Типтофт, 1-й граф Вустер (1461—1467)
- Ричард Вудвиль, 1-й граф Риверс (1467—1469)
- Ричард, герцог Глостер (1469—1470)
- Джон де Вер, 13-й граф Оксфорд (1470—1471)
- Ричард, герцог Глостер (1471—1483)
- Генри Стаффорд, 2-й герцог Бекингем (1483)
- Томас Стэнли, 2-й барон Стэнли (1483—1485)
- Эдвард Стаффорд, 3-й герцог Бекингем (1485—1521)

С этого момента должность перешла в ведение короны и возрождалась только для участия в коронациях.
- Генри Грей, 3-й маркиз Дорсет (1547)
- Генри Фицалан, 19-й граф Арундел (1553, 1559)
- Эдвард Сомерсет, 4-й граф Вустер (1603)
- Джордж Вильерс, 1-й герцог Бекингем (1626)
- Элджернон Перси, 10-й граф Нортумберленд (1661)
- Генри ФицРой, 1-й герцог Графтон (1685)
- Джеймс Батлер, 2-й герцог Ормонд (1689)
- Ризли Рассел, 2-й герцог Бедфорд (1702)
- Джон Монтегю, 2-й герцог Монтегю (1714)
- Чарльз Леннокс, 2-й герцог Ричмонд (1727)
- Джон Рассел, 4-й герцог Бедфорд (1761)
- Артур Уэлсли, 1-й герцог Веллингтон (1821, 1831, 1838)
- Александр Дафф, 1-й герцог Файф (1902, 1911)
- Роберт Оффли Эшбёртон Кру-Милнс, 1-й маркиз Кру (1937)
- Алан Брук, 1-й виконт Аланбрук (1953)
- адмирал Энтони Радакин (2023)[2]